# Van Borssele
Van Borsele (vaak ook met -n aan het eind geschreven en soms met dubbele -s) was een machtige adellijke familie uit Zeeland, voornamelijk in de vijftiende eeuw. 

## De heren van Borsele
De oudste vermelding is die van Nicolaus de Bersalia, genoemd in 1243 en overleden in 1263. Hij wordt als stamvader genoemd. De familie had zijn stamslot, slot Troye, op het (toenmalige) eiland West-Borselen.
Vanaf Wolfert I van Borselen (1250-1299) werd een Borselen heer van Veere, terwijl afstammelingen heer werden van Sint-Maartensdijk, van Brigdamme, van Scoudee, van Cortgene, enz.
Hendrik II van Borselen (1404-1474), zoon van Wolfert III van Borselen, werd een invloedrijk raadgever van hertog Filips de Goede en ridder in de Orde van het Gulden Vlies. 
Wolfert VI van Borselen (1430-1487), eveneens ridder in de Orde van het Gulden Vlies, trouwde met Mary Stuart (1432-1465), dochter van koning Jacobus I van Schotland en met Charlotte de Bourbon (1443-1478). Met hem stierf de hoofdtak uit. Zijn zus was Margaretha van Borsele (d. 1510) die trouwde met Lodewijk van Gruuthuse.
De familie was van groot belang in geheel Zeeland. Er zijn waarschijnlijk weinig gebieden op Walcheren, Noord- en Zuid-Beveland, die niet ooit aan een lid van dit geslacht behoord hebben. Het oud-archief van Veere bevat 330 meter archief van de Heren van Borsele van Veere. Het provinciaal archief in Middelburg bevat vooral archief bijeengebracht door de nieuwe familie Van der Hooge van Borssele.
Tegen het einde van de vijftiende eeuw waren de verschillende wettige familietakken uitgestorven en een paar eeuwen later waren ook de bastaardtakken uitgestorven.
De titel 'heer van Veere' kwam in 1581 in openbare veiling, vanwege de schulden van de markies van Veere. Het was Willem van Oranje die het markizaat verwierf en de hedendaagse monarchen van Nederland dragen nog steeds de titel markies of markiezin van Veere.

## Afstamming van Borsele
- Nicolaas van Borselen († voor 1263)
  - Peter, ridder, heer van Borselen en van Goes
    - Floris van Borselen (gesneuveld in 1322), raadsheer van Floris V, vervolgens van Robrecht van Vlaanderen
      - Jan van Borselen, ridder, in dienst van graaf Gewijde van Dampierre.

  - Hendrik Wisse van Borselen, ridder († voor 1271)
    - Wolfert I van Borselen, heer van Veere (1255-1299)
      - Wolfert II van Borselen, ridder, heer van Veere en Zandenburg
        - Wolfert III van Borselen, ridder, heer van Veere en Zandenburg (1313-1351), x Hadewich Bot van der Eem
          - Wolfert IV van Borselen (-1379), x Catharina van de Woestijne
          - Hendrik I van Borselen (1336-1401), ridder, x Maria van Vianen
            - Wolfert V van Borselen (1384-1409) x Hadewich van Borsele van Brigdamme
              - Hendrik II van Borselen (1404-1474), ridder in de Orde van het Gulden Vlies, x Johanna van Halewijn
                - Wolfert VI van Borselen (1430-1487), x Mary Stuart, xx Charlotte de Bourbon
                  - Anna van Borselen (1471- 1518), x Philips van Bourgondië, heer van Beveren (1460-1498), xx Louis de Montfort

                - Margaretha van Borselen (ca. 1425-1510), x Lodewijk van Gruuthuse

      - Klaas I van Borselen (-1357) heer van Brigdamme, x Johanna van Zevenbergen
        - Albrecht van Borselen (-1390), heer van Brigdamme, x Beatrix van Domburg
          - Claas II van Borselen (-1412), rentmeester van Zeeland Bewestenschelde, x Maria van Arnemuiden
            - Jacob van Borselen (-1426), x Anna de Hennin
              - Adriaan van Borselen (1417-1468), ridder in de Orde van het Gulden Vlies, x Maria van Cats, xx Anna van Bourgondië, bastaarddochter van Filips de Goede, die in 1470 hertrouwde met Adolf van Kleef

            - Filips van Borselen (±1390-1431), heer van Kortgene, rentmeester van Zeeland Bewestenschelde, x Mechtilde van Raephorst

          - Gillis van Borselen (-1390) x Anna van Domburg)
            - Floris van Borselen (-1447), heer van Souburg, x Lisebet Hondt

        - Floris van Borselen (-1368), heer van Sint-Maartensdijk
        - Frank I van Borselen (-1386), volgt zijn broer Floris op als heer van Sint-Maartensdijk, x Alienora van Zuijlen
          - Floris van Borselen (-1422), x Oede van Bergen
            - Frank II van Borselen (1396-1470), x gravin Jacoba van Beieren

## Familiewapen

Wapen van Van Borssele, zie ook wapen van Borssele.

Het wapen van Van Borsele (zwart met een zilveren balk) komt ook voor in een aantal gemeentewapens waar de familie Van Borsele, of een van haar afsplitsingen, bezittingen had. Dit zijn meestal wapens in Zeeland (Borsele, Baarsdorp (niet helemaal zeker), Brigdamme, Ellewoutsdijk, Tholen, Veere), maar ook Westbroek in Utrecht.

### Afbeeldingen

Florens van Bersele Wapenboek Beyeren
Claes van Borsell Wapenboek Beyeren
Claes van Bersell Wapenboek Beyeren